# Наполе (Ґолюбсько-Добжинський повіт)
Наполе (пол. Napole) — село в Польщі, у гміні Ковалево-Поморське Ґолюбсько-Добжинського повіту Куявсько-Поморського воєводства.
Населення — 231 особа (2011).
У 1975-1998 роках село належало до Торунського воєводства.

## Демографія
Демографічна структура станом на 31 березня 2011 року:
|          | Загалом | Допрацездатний вік | Працездатний вік | Постпрацездатний вік |
| -------- | ------- | ------------------ | ---------------- | -------------------- |
| Чоловіки | 111     | 29                 | 67               | 15                   |
| Жінки    | 120     | 19                 | 80               | 21                   |
| Разом    | 231     | 48                 | 147              | 36                   |